# Hatvanas számrendszer
A hatvanas számrendszer vagy szexagezimális számrendszer a 60-as számra épülő számrendszer. Az ókori sumerek fejlesztették ki az i. e. 3. évezredben.
A 60 összetett szám, azon belül kiváló erősen összetett szám, osztói: 1, 2, 3, 4, 5, 6, 10, 12, 15, 20, 30, 60; ezek közül a 2, 3 és 5 prímszámok. A 60 a legkisebb olyan szám, ami 1-től 6-ig minden számmal osztható, más szóval az 1, 2, 3, 4, 5 és 6 legkisebb közös többszöröse.

## Írása
A számok helyi értékesek.
A ma használatos hindu–arab számírással való átírással a hatvanas számrendszerbeli számokat gyakran vesszőkkel választjuk el. Például:
2,30,30 (hatvanas számrendszerbeli szám arab számokkal leírva) = 2×602 + 30×60 + 30 = 7200 + 1800 + 30 = 9030
Egy másik jelölés a hatvanas számrendszerre, amikor kétjegyű decimális számokat írunk, zárójelbe téve. Így a (00), (01), ..., (59) jeleket kezeljük számjegyként.
Egyes átírásokban a pontosvesszőt használják tizedesvesszőként. Például az '1, 20' jelöléssel a számérték 80 (1×60 + 20 = 80), de az '1; 20' jelentése 1 + 20/60 = 1 + 1/3.

## Története
Az eredeti sumer rendszerben nem volt nulla, csak helykitöltő karakter (a nullát csak később kezdték használni). A modern verziójában már használják a nullát és a negatív számokat is.
A sumerek a nagyságrendet nem jelölték, így egy szám többféle értéket jelenthetett, például a '30' jelentése lehetett 30, 1800, de akár 30/60 (=0,5) is. A leírt számot a hozzá írt szöveg alapján kellett értelmezni. Feltehetően a számításokat mérnökök végezték, akiknek nem okozott gondot, hogy a számítások eredményeként kapott érték várható nagyságrendjével előzetesen tisztában legyenek (tehát ránézésre el tudták dönteni, hogy a kapott eredmény 30 vagy inkább 0,5).

## Törtek
A hatvanas számrendszerben azok a törtek, amiknek nevezője szabályos szám (csak a 2, 3 és 5 az osztója), pontosan kifejezhetők. A táblázat megadja azoknak a törteknek az értékét hatvanas számrendszerben, amik osztója kisebb, mint 60. A hatvanas számrendszerbeli számokat ugyanúgy kell értelmezni, ahogy például az idő megadását használjuk: 8:41.
| tízes számrendszer: | 1/2  | 1/3     | 1/4  | 1/5  | 1/6  | 1/8  | 1/9  | 1/10    |
| hatvanas rendszer:  | 30   | 20      | 15   | 12   | 10   | 7:30 | 6:40 | 6       |
|                     |      |         |      |      |      |      |      |         |
| tízes számrendszer: | 1/12 | 1/15    | 1/16 | 1/18 | 1/20 | 1/24 | 1/25 | 1/27    |
| hatvanas rendszer:  | 5    | 4       | 3:45 | 3:20 | 3    | 2:30 | 2:24 | 2:13:20 |
|                     |      |         |      |      |      |      |      |         |
| tízes számrendszer: | 1/30 | 1/32    | 1/36 | 1/40 | 1/45 | 1/48 | 1/50 | 1/54    |
| hatvanas rendszer:  | 2    | 1:52:30 | 1:40 | 1:30 | 1:20 | 1:15 | 1:12 | 1:6:40  |

## Modern használata
Más régebbi eredetű számrendszerekkel ellentétben a hatvanas számrendszert manapság közvetlenül nem használjuk. Használata azonban mindennapos az idő mérésekor (óra, perc, másodperc) és a geometriában szögek esetén (fok, szögperc, szögmásodperc). Egy óra 60 percből áll, 1 perc 60 másodpercből. Hasonlóképpen a geometriai fok 1/60-ad része a szögperc, aminek 1/60-ad része a szögmásodperc. A teljes kör 6×60° = 360°.
Amikor az időt „3:23:17” formában adjuk meg (3 óra, 23 perc, 17 másodperc), a számok lényegében hatvanas számrendszerbeli számok (3×602 + 23×601 + 17×600).